# Secrets d'alcova
Secrets d'alcova  (títol original en francès: Secrets d'alcôve) és una pel·lícula francesa d'esquetxos de Jean Delannoy, Henri Decoin, Gianni Franciolini i Ralph Habib estrenada el 1954. Ha estat doblada al català.

## Argument[2]
La història reuneix quatre passatgers d'un automòbil bloquejats al camp a la intempèrie. Compartint la seva casa provisional, expliquen els seus desenganys, el punt comú dels quals és un llit.
- «El bitllet d'allotjament». Durant la guerra de 1940, un oficial paracaigudista anglès anomenat Davidson es presenta a Jeanne Plisson proveït amb un requeriment per allotjar-se. Al front, el seu espòs és absent mentre ella és embarassada. Durant la nit, dona a llum i Davidson s'ha d'improvisar tocòleg.
- «El divorci»: Americà que viu a Nova York, Roberto intenta divorciar-se. Apel·la als serveis d'una «escort girl» endurida en flagrants delictes, la bella Janet. Acordant respectar acuradament la intimitat de cadascun, comparteixen la nit a l'hotel. Després del divorci, es casaran.
- «Riviera Express»: Afable i somrient xofer de carretera, Riquet coneix Martine, bonica conductora que ha tingut una avaria. Ella el convida a anar a la seva habitació mentre ell es prepara a dormir al seu bagul. Riquet assaboreix cada instant però quina és la seva sorpresa, quan es desperta bruscament...
- «El llit de la Pompadour»: Entre finals del segle xix i començaments del segle xx, el president del Consell, Émile Bergeret sap aprofitar aquesta època. Ofereix un sumptuós llit a la seva amant, reputat per portar felicitat als seus usuaris. Però el lliurament és desviat i el llit arriba a casa de l'Agnès. Aquest llit hauria conegut un passat històric que serà descobert ben més tard...

## Repartiment
- Jeanne Moreau: Jeanne Plisson
- Richard Todd: Capità Davidson
- Dawn Addams: Janet
- Vittorio De Sica: Roberto
- Françoise Arnoul: Martine
- Marcel Mouloudji: Ricky
- Martine Carol: Agnès de Rungis
- François Périer: Bertrand Germain-Latour
- Bernard Blier: Émile Bergeret
- Nicole Jonesco
- Lewis E. Ciannelli
- Max Dalban
- Paul Demange
- Albert Duvaleix
- Max Elloy
- Paul Faivre
- Grégoire Gromoff
- Georges Lannes: El 2n president
- Julien Maffre
- Faye Marlowe
- Christiane Méra: Edmée Serge
- Albert Michel: un transportista
- Raphaël Patorni: Gaston Dulac
- Robert Seller: l'amic ric
- Roger Vincent